# Мамедов Газанфар Джафар огли
Газанфар Джафар огли Мамедов (1905, місто Баку, тепер Азербайджан — ?, тепер Азербайджан) — азербайджанський радянський діяч, журналіст, секретар ЦК КП(б) Азербайджану. Депутат Верховної ради Азербайджанської РСР. Депутат Верховної ради СРСР 2—3-го скликань (у 1949—1954 роках).

## Життєпис
Народився в родині робітника. До 1927 року працював робітником на різних підприємствах міста Баку, одночасно навчався на робітничому факультеті.
З 1928 по 1930 рік — на комсомольській роботі.
У 1930—1933 роках — відповідальний секретар, заступник відповідального редактора республіканської і бакинської комсомольської газети «Гяндж ишчи».
Член ВКП(б) з 1931 року.
У 1933—1941 роках — відповідальний редактор комсомольської газети «Гяндж ишчи»; завідувач партійного відділу, відповідальний секретар, заступник відповідального редактора, відповідальний редактор республіканської партійної газети «Комуніст» (на азербайджанській мові).
Одночасно навчався в Азербайджанському державному університеті.
4 квітня 1941 — 1946 року — секретар ЦК КП(б) Азербайджану із пропаганди та агітації.
У 1946 — червні 1950 року — секретар ЦК КП(б) Азербайджану із кадрів.
Подальша доля невідома.

## Нагороди
- орден Леніна
- орден Трудового Червоного Прапора
- орден «Знак Пошани»
- медаль «За оборону Кавказу»
- медаль «За доблесну працю у Великій Вітчизняній війні 1941—1945 рр.»
- медалі